# The Shaggs
The Shaggs – kobieca grupa muzyczna założona w Fremont, New Hampshire, USA w 1968 roku przez siostry Wiggin: 
Dorothy „Dot” Wiggin (wokal/gitara prowadząca), Betty Wiggin (wokal/gitara rytmiczna), Helen Wiggin (perkusja). Do zespołu dołączyła później Rachel Wiggin (gitara basowa). 
Zespół powstał z inicjatywy ojca sióstr – Austina Wiggina, który uwierzył w przepowiednię swojej matki. Jedyny studyjny album grupy – „Philosophy of the World” ukazał się w 1969 roku. Nie przyniósł on sławy wykonawczyniom, mimo to The Shaggs stały się popularne w kręgu muzyki alternatywnej, określanej jako outsider music, do którego zalicza się też m.in.: kompozycje zespołu The Residents oraz twórczość Captain Beefheart and His Magic Band. Zespół rozwiązał się po śmierci Austina Wiggina w 1975 roku.
Po latach the Shaggs zdobyły uznanie i cześć ze względu na niepowtarzalny, amatorski styl, zupełny brak talentu muzycznego jego członkiń, a także pretensjonalność tekstów piosenek.

## Historia
Powstanie The Shaggs, podobnie jak to, że Austin Wiggins ożeni się z rudą blondynką i będzie miał dwóch synów, wywróżyła mu z dłoni matka. Gdy dwie pierwsze przepowiednie się spełniły, Austin postanowił dopomóc tej ostatniej, która dotyczyła założenia przez jego córki popularnej grupy muzycznej. Zabrał dzieci ze szkoły, kupił instrumenty i opłacił lekcje muzyki i śpiewu. Nazwę grupy zaczerpnął z określenia popularnego w latach 60. uczesania „shag hairstyle”. 
W 1968 roku zespół grał regularne sobotnie koncerty w Fremont Town Hall. 
Charakterystyczny dla The Shaggs styl przejawiał się w przewrotnym traktowaniu melodii, rytmu i harmonii, oraz nieregularnych wersach w tekstach piosenek, czyli we wszystkim, czego zwykle wykształceni muzycy się wystrzegają. 
W 1975 roku Austin Wiggins zmarł na atak serca, co położyło kres działalności The Shaggs.

## Ponowne odkrycie
W 1980 roku Terry Adams i Tom Ardolino z zespołu NRBQ, fani The Shaggs, którzy posiadali oryginalny album grupy, namówili szefów wytwórni Rounder Records do wznowienia „Philosophy of the World”. Wtedy to magazyn Rolling Stone przyznał wydawnictwu miano „Comeback of the Year”. W 1988 roku na płycie CD ukazała się składanka zawierająca utwory z debiutanckiej płyty The Shaggs oraz dodatkowo piosenki z wydanej w 1982 kompilacji utworów z niewydanego z powodu śmierci Austina Wigginsa drugiego albumu grupy – „Shaggs’ Own Thing”. 
Kiedy w 1999 roku wytwórnia RCA Victor dokonała kolejnego wznowienia „Philosophy of the World”, w recenzjach na łamach pism 
Wall Street Journal, czy The New Yorker zaczęto określać zespół mianem klasyki awangardy.
Sam Frank Zappa powiedział ponoć, że The Shaggs są lepsze od Beatlesów. 
W listopadzie 2003 roku w John Anson Ford Theatre w Los Angeles miała miejsce premiera musicalu o The Shaggs pt. „Philosophy of the World” autorstwa Joya Gregory’ego, z muzyką Gunnara Madsena, w reżyserii Johna Langa. 
Perkusistka The Shaggs Helen Wiggins zmarła w 2006 roku.